# Рой Гейнс
Рой О́вен Гейнс (англ. Roy Owen Haynes; 13 березня 1925, Роксбері, Бостон, Массачусетс — 12 листопада 2024) — американський джазовий ударник і бенд-лідер. Лауреат премії «Греммі».

## Біографія
Народився 13 березня 1925 року в Роксбері (околиця Бостона), штат Массачусетс. Його батько грав на органі в церкві у Вест-Індії.
Близько 1944 року грав у Бостоні з Себбі Льюїсом, Френкі Ньютоном, Пітом Брауном; з Луї Расселлом (1945—47). З 1947 по 1949 роки працював з тенор-саксофоністом Лестером Янгом, у 1949 році грав з Каєм Віндінгом, Майлзом Девісом, Бадом Пауеллом. З 1949 по 1952 роки був учасником квінтету саксофоніста Чарлі Паркера. 1950 року записувався зі Стеном Гетцом; потім з 1953 по 1958 гастролював з Сарою Вон. Деякий час грав з Фінесом Ньюборном, Майлзом Девісом, Лі Конітцем; потім грав в клубі Five Spots з Телоніусом Монком у 1958; також очолював власний гурт. 1959 року грав з Lambert, Hendricks & Ross, Джорджем Ширінгом, Ленні Трістано і Кенні Берреллом.
З 1960 по 1965 очолював власний квінтет. Замінив Елвіна Джонса у гурті Джона Колтрейна, в якому грав з 1961 по 1965 роки. Гастролював з Гетцом (1965—1967) і Гері Бертоном (1967—1968). Очолював власний джаз-роковий гурт «Hip Ensemble» з 1969 року; в його гурті як сайдмени грали Джордж Адамс і Ганнібал Пітерсон.
Як соліста записувався на лейблах EmArcy і Swing (усі в 1954), New Jazz (1958 і 1960), Impulse (1962 року з Роландом Кірком), Pacific Jazz, Mainstream, Galaxy, Dreyfus, Evidence і Storyville. Наприкінці 1970-х записувався з Ніком Бріньйолою, Генком Джонсом, Артом Пеппером, Тедом Керсоном, Джо Олбані, Горасом Тепскоттом. Грав з Діззі Гіллеспі на джазовому фестивалі у 1979 році; потім приєднався до гурту Trio Music Чіка Корії у 1981 році. З середини 1980-х очолював власний квартет. 1987 року як учасник гурту піаніста Маккоя Тайнера записав альбом Blues for Coltrane: A Tribute to John Coltrane, який в 1988 році отримав нагороду «Греммі» в категорії «Найкраще джазове інструментальне виконання».
У 1994 році здобув данську нагороду Jazzpar. Наприкінці 1990-х створив тріо з піаністом Даніло Пересом і басистом Джоном Паттітуччі, випустивши свій дебютний альбом, The Roy Haynes Trio Featuring Danilo Perez & John Pattitucci, на початку 2000 року Verve.
Його син Грем став корнетистом. 2001 року записав триб'ют-альбом Чарлі Паркеру під назвою Birds of a Feather, який став четверти на лейблі Dreyfus Jazz, і який у підсумку був номінований на Греммі у 2002 році; Fountain of Youth вийшов за ним через два роки. Випущений у 2004 році, Quiet Fire став збіркою двох його давніх випусків на Galaxy (Thank You Thank You 1977 року і Vistalite 1978 року). Альбом був номінований на Греммі в категорії «Найкраще джазове інструментальне соло».
У 2010 році удостоєний нагороди «Греммі за життєві досягнення» від Національної академії мистецтв і науки звукозапису. Помер 12 листопада 2024 року у віці 99 років.

## Дискографія
- Busman's Holiday (EmArcy, 1954)
- Roy Haynes Modern Group (Swing, 1955)
- Jazz Abroad (EmArcy, 1955) з Квінсі Джонсом
- We Three (New Jazz, 1959) з Фінесом Ньюборном і Полом Чемберсом
- Just Us (New Jazz, 1960)
- Out of the Afternoon (Impulse!, 1962)
- Cracklin' (New Jazz, 1963) з Букером Ервіном
- Cymbalism (New Jazz, 1963)
- People (Pacific Jazz, 1964)